# Reserva índia Omaha
La reserva índia Omaha és una reserva índia de la tribu reconeguda federalment Omaha que es troba principalment al Comtat de Thurston (Nebraska), amb seccions als comtats veïns de Cuming i Burt, a més del comtat de Monona d'Iowa. Segons el cens dels Estats Units de 2000, la població era de 5.194 registrats. La seu tribal de govern està a Macy. Les viles de Rosalie, Pender i Walthill es troben dins dels límits de la reserva, com és la part més septentrional de Bancroft. A causa de la venda de terres a la zona des que es va establir la reserva, Pender hi ha disputat jurisdicció tribal.
Es va establir una reserva de 12.421 acres (50,27 km²) per un tractat de data 16 de març de 1854. La tribu va escollir les terres amb l'aprovació del president l'11 de maig de 1855. Un tractat de 6 de març de 1865, seguit per dues lleis del Congrés en 10 de juny de 1872 i 22 de juny de 1874 que ratifiquen l'acord.
El 31 de juliol de 1874 la tribu va traspassar part de les seves reserves als Ho-Chunk (també coneguts com a Winnebago) per formar la Reserva índia Winnebago al nord de la reserva Omaha. Aquesta acció va ser ratificada el 7 d'agost de 1882 i per una llei del Congrés de data 3 de març de 1893. 129.470 acres (523,9 km²) foren parcel·lats per a 1.577 indis amb la terra restant, 12.421 acres (50,27 km²) no foren parcel·lats.

## Disputes frontereres
Les reclamacions de límits i zones de jurisdicció han seguit sent qüestions a la reserva índia Omaha. A finals del segle xix, el Congrés va autoritzar la venda de terrenys a no-Omaha en la porció occidental de la reserva, on s'havien assentat els agricultors euroamericans. A causa de les vendes i la legislació federal posterior al tractat que establia la reserva, un tribunal de l'estat de Nebraska va dictaminar el 2000 que el límit occidental de la reserva acabava a les vies del ferrocarril a l'est de Pender, Nebraska.
La Tribu Omaha sosté que Pender està dins de la jurisdicció tribal, ja que el Congrés no va canviar els límits de la reserva, que inclou la major part del comtat de Thurston. La tribu afirma que l'estat no té poder per redefinir el límit fixat pel Tractat Omaha amb el govern dels Estats Units de 1865. Sosté que encara que el Congrés va autoritzar la venda de terres en aquesta zona, no va disminuir la jurisdicció de la tribu dins dels límits de la reserva. "Sota precedent de la Cort Suprema, només el Congrés pot disminuir una reserva".
Preguntat per la seva opinió sobre un afer relacionat amb el dret de la Tribu Omaha que els comerciants de licors a la reserva havien de pagar drets de llicència tribals i els impostos de vendes (vegeu la secció següent), el fiscal general de l'estat de Nebraska va assenyalar la seva opinió, basada en les lleis del Congrés i normes de camp durant l'administració de Ronald Reagan, que Pender estava fora dels límits de la reserva. També va assenyalar que en última instància això era un assumpte de jurisdicció federal.
Hi ha hagut problemes continus relacionats amb la jurisdicció tribal a Pender i altres àrees al llarg de la seva frontera occidental. Per exemple, el 2003 la policia tribal van tractar d'impedir que la gent no entrés a la reserva Omaha des de Pender. La tribu va negociar amb l'Estat en el període 2003-2004 en relació amb les seves funcions de policia en aquesta zona, però les parts no van signar un acord. Abans d'aquest període, l'estat tenia funcions generals de vigilància a les carreteres i a Pender.

## Problemes actuals
Al desembre de 2006, la Tribu Omaha va emetre avisos a les set botigues de licors a Pender (que té una població de 1.000 habitants), així com a Rosalie i Walthill, informant-los que l'1 de gener de 2007 els comerciants haurien de pagar els drets de llicència de licor a la tribu Omaha i un impost sobre les vendes del 10 per cent per seguir operant dins de la reserva. El director executiu de la Comissió de Begudes Alcohòliques de l'Estat de Nebraska, va dir que consultaria amb el fiscal general de l'estat la qüestió. Ben Thompson, un advocat que representa la tribu Omaha, assenyala que té el dret legal d'establir aquestes lleis dins de la reserva. La Procuradoria General de Nebraska oferí l'opinió que la Tribu Omaha tenia l'autoritat per regular la venda de licor en la seva reserva i no interferir amb la Comissió de Licor de Nebraska. A més d'oferir una opinió, va dir que la frontera tribal era una qüestió de competència federal.
A l'abril de 2007, els comerciants de licor a Pender (més tard units pel poble) van presentar una demanda federal desafiant l'autoritat de la tribu per exigir els impostos de licors, amb base en l'argument que Pender estava fora dels límits de la reserva. A l'octubre de 2007 el Tribunal de Districte dels Estats Units va ordenar a les parts en primer lloc a plantejar la seva demanda als tribunals tribals Omaha, com a part de la doctrina d'esgotament tribal, i va rebutjar la petició dels demandants d'acomiadament. El jutge Richard Kopf va dir que ell no podia ser obligat per la cort tribal, però volia escoltar la seva opinió. Va requerir les parts a informar-li de nou amb regularitat fins que es va prendre una decisió pels tribunals tribals Omaha. Mentre el cas estava pendent, el jutge va ordenar la suspensió temporal del pagament pels mercaders de l'impost sobre les vendes de begudes alcohòliques.
El gener de 2012, els demandants en Pender v. Omaha Tribe van presentar una sol·licitud davant els tribunals tribals Omaha per a un judici sumari a causa de la longitud de temps que el cas havia pres. Els acusats havien sol·licitat que l'audiència no se celebrés abans de juny de 2012. Els demandants havien presentat un informe per un testimoni expert en transaccions relacionades amb Pender i el límit occidental. El 2008 el poble havia votat per un període de cinc anys, l'1% impost sobre les vendes per finançar la seva demanda en l'impost de frontera i licors, així com per promoure el desenvolupament econòmic a la ciutat. Els residents van votar el maig 2012 sobre la possibilitat de renovar l'impost sobre les vendes, ja que el problema fronterer va continuar.